# De Chinese kast
De Chinese kast is het 140ste stripverhaal van Jommeke. De reeks wordt getekend door striptekenaar Jef Nys.

## Verhaal
De vlieger van Jommeke en Filiberke belandt in het huis van Mevrouw Awelawel. Deze op het eerste gezicht norse dame wordt belaagd door ongure figuren. De ene na de andere dreigbrief wordt bij haar binnengegooid.
Leg deze nacht het geheim in de holle boom naast het kapelleke. Denk eraan, uw leven hangt ervan af!
Nogal een vrij problematische boodschap wanneer je niet weet waarover het gaat. Jommeke besluit om in te grijpen...Flip kan uiteindelijk de schuilplaats vinden. Dan volgt er een nieuwe dreigbrief, waarin staat dat ze de Chinese kast willen hebben. Jommeke bezorgt die kast, en ze krijgen in ruil hiervoor een Chinese gijzelaar. Deze weet te vertellen dat het geheim zich nou net in de kast zou bevinden. Ze gaan op zoek naar de kast en uiteindelijk kunnen ze haar opnieuw bemachtigen. Dan vinden ze, in een dubbele bodem van de kast, een verborgen document. Wanneer professor Gobelijn dit document ontcijfert reizen de vrienden direct richting de Chinese Muur. Vervolgens maken ze een gat in de muur en ontdekken ze de schat van Djenghis Khan.